# Estorãos (Fafe)
Estorãos is een plaats (freguesia) in de Portugese gemeente Fafe en telt 1588 inwoners (2001).

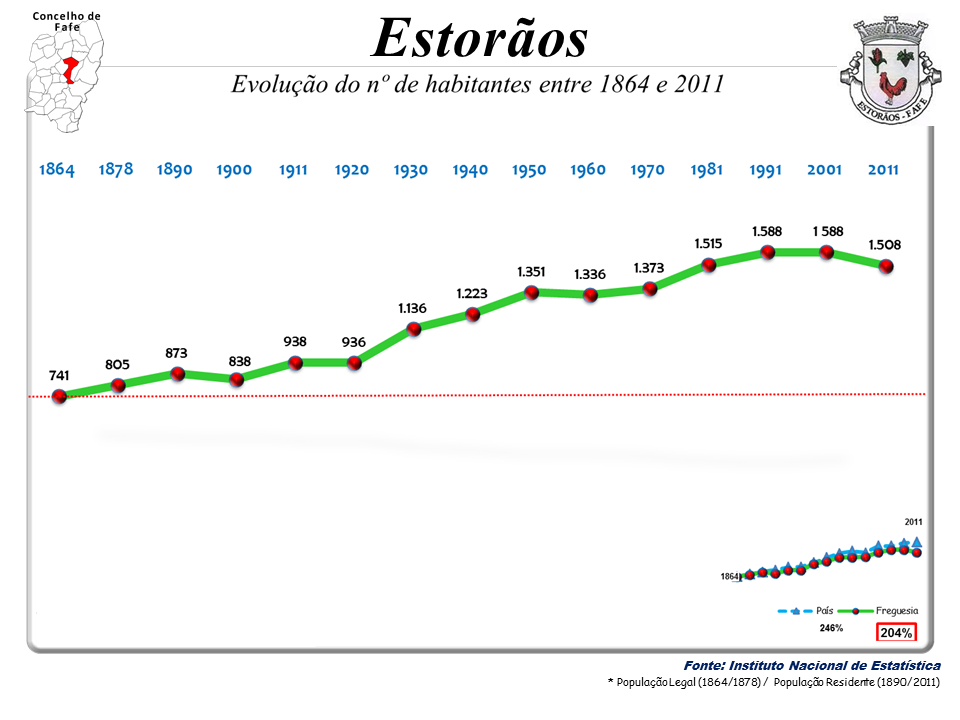
Bevolkingsontwikkeling tussen 1864 en 2011